# Jorge Mendes
Jorge Paulo Agostinho Mendes  (n. 7 ianuarie 1966) este un om de afaceri și impresar portughez de fotbal, fondator al companiei de impresariat sportiv  GestiFute.
Mendes este considerat drept unul dintre cei mai bogați și mai influenți impresari de fotbal din lume, printre clienții săi numărându-se  Cristiano Ronaldo, David de Gea, Diego Costa, James Rodríguez, Ángel Di María și antrenorii Carlos Queiroz și José Mourinho. În anul 2016, Mendez avea o avere estimată la 72 de milioane de dolari americani.

Jorge Mendes a fost numit Impresarul Anului de către Globe Soccer Award de 6 ori consecutiv, între 2010 și 2015.

## Primele transferuri
Mendes a vrut inițial să devină fotbalist, însă a devenit în schimb DJ deschizându-și un club de noapte în orașul Caminha.
Primul transfer realizat de Mendes a avut loc în anul 1996, când a intermediat mutarea portarului Nuno Espírito Santo de la Vitória de Guimarães la Deportivo de La Coruña. La scurt timp, Mendes avea să devină unul dintre cei mai respectați impresari din spațiul lusitan, având pe listele sale jucători precum Jorge Andrade și Hugo Viana, căruia i-a intermediat transferul de la Sporting Lisabona  la Newcastle United FC în anul 2002 pentru suma de 12 milioane de euro. Succesul lui Mendes de la începutul anilor 2000 s-a datorat în principal faptului că obișnuia să urmărească potențialele talente încă din băncile școlii, astfel devenind impresarul unor jucători precum Cristiano Ronaldo sau Ricardo Quaresma, doi viitori componenți esențiali ai primei reprezentative portugheze.
În 2002, avea să-l transfere pe tânărul Cristiano Ronaldo la echipa engleză Manchester United pentru suma de 19 milioane de euro, din care 2 milioane i-au revenit sub formă de comision.

## Mendes și Mourinho
În 2004 a intermediat transferul antrenorului José Mourinho de la FC Porto la Chelsea FC, în ciuda faptului că în respectiva perioadă Mourinho era impresariat de José Baidek, care îi pregătea mutarea la Liverpool FC. Mendes a negociat mutarea cu controversatul impresar iranian Pini Zahavi, repezentant al grupării londoneze.
Jorge Mendes a fost împuternicit de către Roman Abramovici, proprietarul echipei Chelsea, pentru a intermedia transferurile lui Ricardo Carvalho, Paulo Ferreira, Tiago Mendes și Maniche, tot de la FC Porto.
Compania GestiFute a fost implicată în așa numitele third-party ownership, deținând 20% din drepturile federative ale jucătorul Deco pentru 2.25 milioane de euro, 5% din drepturile asupra jucătorului Ricardo Carvalho și 10% din drepturile asupra atacantului sud-african Benni McCarthy, toți aflați sub contract cu clubl din Porto.
După plecarea lui Mourinho de la Chelsea din anul 2007, Mendes a oficializat trecerea antrenorului la echipa Internazionale din Milano. Mourinho a devenit cel mai bine plătit antrenor din lume la acea dată.  Tot Mendes l-a transferat pe Mourinho de la Inter la Real Madrid în 2010, obțiând un contract în valoare de 40 de milioane de lire sterline și o durată de 4 ani.
Pe baza vechii sale colaborări  cu Chelsea, Jorge Mendes a intermediat trecerea antrenorului brazilian Luiz Felipe Scolari, de la echipa națională de fotbal a Portugaliei la gruparea patronată de Roman Abramovici.

## Ronaldo, Nani și Anderson
Trei dintre cei mai promițători tineri fotbaliști reprezentati de Jorge Mendes au fost Cristiano Ronaldo, Nani și Anderson.
După succesul avut de Ronaldo la Manchester Unite, Mendes i-a adus la cererea antrenorului Alex Ferguson pe Nani și Anderson pentru o sumă de 46 de milioane de lire sterline. Un rol important în efectuarea transferurilor l-a avut și secundul lui Ferguson, Carlos Queiroz.
Tot în a cel an a oficializat transferurile altor jucători portughezi la cluburi de renume: Pepe la Real Madrid pentru 25 de milioane de lire sterline și Simão Sabrosa la Atlético Madrid pentru 16.5 milioane de lire sterline.
În 2009, Cristiano Ronaldo avea să doboare recordul pentru cel mai scump transfer efectuat vreodată în fotbal prin transferul său la Real Madrid. Se estimează că gruparea blanco ar fi plătit nu mai puțin de 94 milioane de euro pentru lusitan. Din această sumă 4.5 milioane i-ar fi revenit lui Jorge Mendes.

## Controverse
În 2014, Jorge Mendes a fost implicat într-o investigație a cotidianului britanic The Guardian privind implicarea unor părti terțe în transferurile de jucători, lucru interzis de către FIFA, și conflict de interese. Mendes a fost acuzat că a cumpărat drepturile federative ale mai multor jucători prin companii off-shore din Irlanda și Insula Jersey.
În 2016, după cumpărarea clubului de fotbal englez Wolverhampton Wanderers FC de către Fosun International, Mendes a semnat un contract cu clubul prin care firma sa GestiFute se angaja să funcționeze pe post de scouter pentru gruparea din eșalonul secund englez. În perioada de transferuri imediat următoare nu mai puțin de 12 jucători au semnat cu Wolverhampton, în mai puțin de 6 săptămâni.
În 2016, mai multe documente secrete dezvăluite presei au prezentat modul în care Mendes a fost implicat într-un scandal masiv de evaziune fiscală prin intermediul unor firme off-shore, în care sunt anchetați și  Cristiano Ronaldo, José Mourinho, James Rodriguez, Filipe Luís și Jackson Martínez. 

## Cele mai importante transferuri realizate
- Pepe, de la Porto la Real Madrid
- Víctor Valdés, liber de contract de la FC Barcelona la Manchester United și mai apoi la Middlesbrough FC
- Nani, de la Sporting la Manchester United, iar mai apoi la Fenerbahçe SK și Valencia CF
- David de Gea  de la Atletico Madrid la Manchester United
- Diego Costa de la FC Porto la Atletico Madrid apoi Chelsea Londra
- James Rodríguez de la FC Porto la AS Monaco apoi Real Madrid
- Radamel Falcao de la FC Porto la Atletico Madrid , urmat de transferul la AS Monaco
- Ángel Di María de la SL Benfica la Real Madrid, Manchester United și mai apoi PSG
- Cristiano Ronaldo de la Sporting la Manchester United și mai apoi la Real Madrid

Printre antrenorii  care sunt sau au fost reprezentați de Mendes se numără José Mourinho, Carlos Queiroz, Paulo Fonseca, Marc Wilmots și Nuno Espírito Santo.

## GestiFute
Compania lui Jorge Mendes, Gestão de Carreiras de Profissionais Desportivos, S.A (GestiFute) reprezintă în prezent următorii jucători:
- Abel Ferreira
- Alan
- Alípio
- Anderson
- Alex o rei
- José Bosingwa
- Bruno Alves
- Bruno Gama
- Cândido Costa
- Ricardo Carvalho
- Cícero
- Fábio Coentrão
- Cristiano Ronaldo
- Custódio
- Danny
- David de Gea
- Ángel Di María
- João Moutinho
- Diego Costa
- Filipe Luís
- Diogo Salomão
- Radamel Falcao
- James Rodríguez
- Jackson Martínez
- Geromel
- Henrique Hilário
- Hugo Almeida
- Hugo Viana
- Jorge Ribeiro
- Manuel Fernandes
- Miguel Veloso
- Moreno
- Nani
- Nélson Oliveira
- Nuno Morais
- Paulo Ferreira
- Pelé
- Pepe
- Pizzi
- Ricardo Quaresma
- Rafael Márquez
- Raul Meireles
- Roderick Miranda
- Alberto Rodríguez
- Rúben Micael
- Rui Patrício
- Sidnei
- Simão
- Thiago Silva
- Tiago
- Tiago Pinto
- Ukra
- Vítor Gomes
- João Cruz
- Hélder Costa
- Ivan Cavaleiro

## Legături externe
- Site-ul oficial GestiFute